# Ivar Kreuger

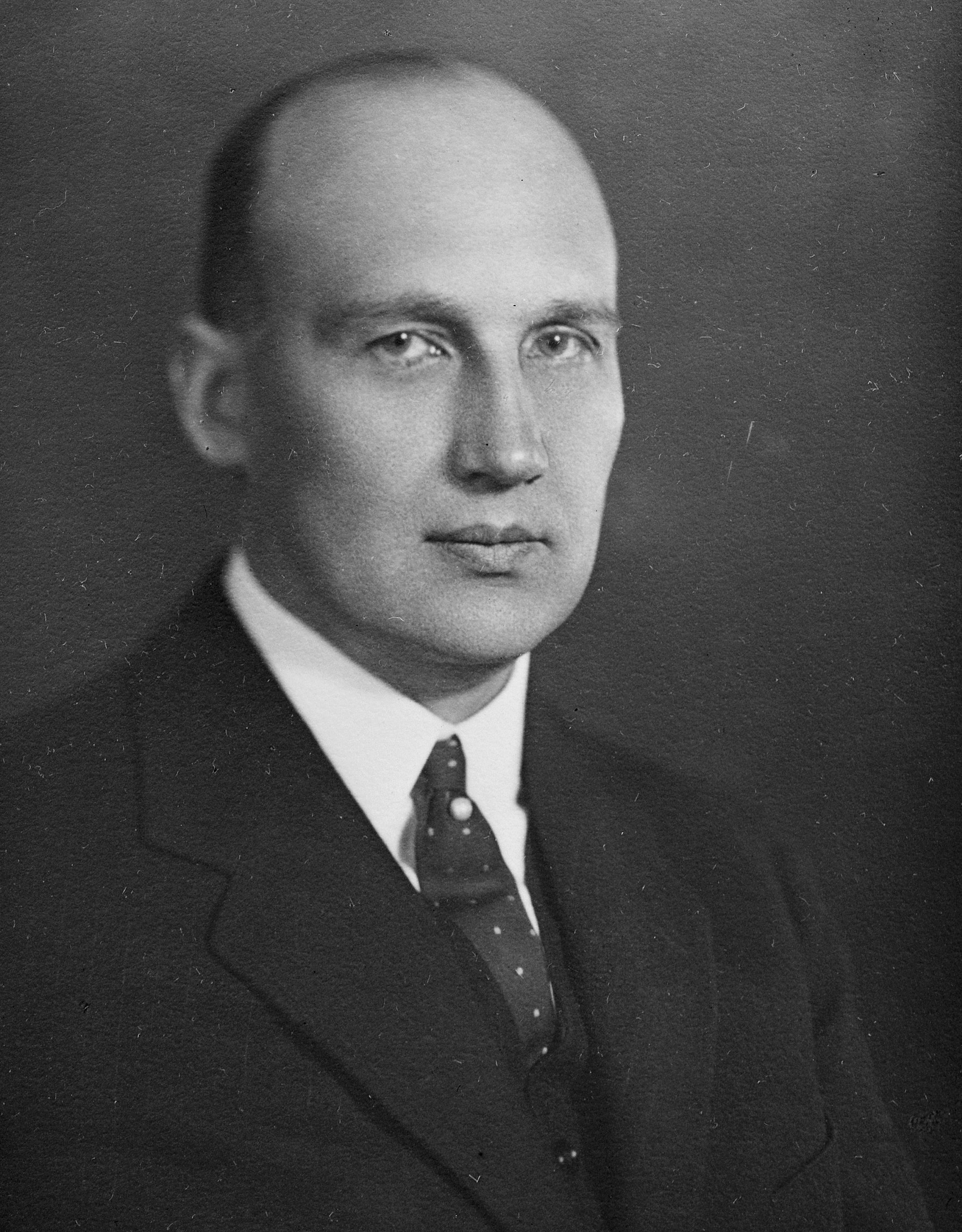
Ivar Kreuger c. 1920

Ivar Kreuger (n. 2 martie 1880, Kalmar - d. 12 martie 1932, Paris) a fost un industriaș suedez. Printr-o politică financiară agresivă a ajuns să dețină monopolul fabricării chibriturilor într-o serie întreagă de țări din Europa și America Latină, printre care și România. Datorită dificultăților financiare, provocate de Marea depresiune din anii '30, s-a sinucis în apartamentul său din Paris.
Totalul împrumuturilor acordate de Kreuger diverselor state a fost estimat la 387 milioane USD 1930, echivalentul a 35 miliarde USD 1998. Împrumutul acordat României, de 30 milioane $, a fost rambursat în totalitate numai în 2001.